# جولین یانگ
جولین یانگ (به انگلیسی: Julian Young) (متولد ۱۹ ژوئن ۱۹۴۳) فیلسوف آمریکایی و استاد دانشگاه ویک فارست است. بسیاری از کتاب‌های او به فارسی ترجمه شده‌اند.

## کتاب‌ها
- فلسفه هنر نیچه
- فلسفه هنر هایدگر
- فلسفه قاره‌ای و معنای زندگی
- شوپنهاور
- هایدگر واپسین
- فلسفه تراژدی از افلاطون تا ژیژک